# メルセデス・ベンツ・GLKクラス
メルセデス・ベンツ・GLKクラス（ジーエルケークラス）は、ドイツの自動車メーカーであるメルセデス・ベンツ・グループが生産し、同社がメルセデス・ベンツブランドで販売していたSUVである。
2015年より（日本仕様は2016年）後継モデル「GLC」にバトンタッチされ、一代限りで消滅した。

## 初代 (2008年-2015年) X204
車名から示すように、GLクラスのK（“短い”を意味するドイツ語「Kurz」クルツの頭文字）から取られた、よりコンパクトなSUVとして、安価な価格を好む購買層をターゲットとしている。なお、車体中央にあるトランスファーから前輪を駆動するドライブシャフトが右側に設置されていたため右ハンドル仕様が造れず左ハンドル仕様のみ生産されている車種であった。したがってイギリスやオーストラリアなど日本以外の左側通行諸国では販売されていない。日本では唯一販売されているものの、右ハンドル仕様がないことが災いし、競合車種のBMW・X3やアウディ・Q5と比べて販売面においてもかなり苦戦している。

### 日本市場での販売
2008年10月24日 - 日本での販売開始。ラインナップは「GLK 300 4MATIC」のみとなる。北米での価格は3万～3万5千ドル。
2010年3月3日 - 一部改良。フロントバンパー内にLEDドライビングライトを追加すると共に、従来のフォグランプ機能をヘッドライトユニットに集約。エアバッグには側面衝突の際、運転席・助手席の乗員の胴や骨盤周辺にかかる負担を軽減するSRSペルビスバッグを追加し、全11個に。また、本革巻ステアリングの素材をナッパレザーに変更し、座席とラゲージスペースを区切ることで衝突の際、荷物が乗員へ衝突するのを防ぐ折りたたみ式のセーフティネットを追加した。
2011年12月12日 - 「GLK 300 4MATIC」の装備内容を厳選したことで、同グレードよりも車両本体価格を76万円安く設定したエントリーグレード「GLK 300 4MATIC LITE」（599万円）を追加。なお、11個のSRSエアバッグ類やESP、HDDナビゲーション付きCOMANDシステムはそのまま装備される。
2012年7月4日 - マイナーチェンジ。ラインナップは前期型の「GLK 300 4MATIC LITE」と同価格に設定した「GLK 350 4MATIC BlueEFFICIENCY」のみのモノグレード体系に変更。フロントデザインは弧を描くLEDポジショニングライトが特徴的なヘッドライトユニット、大型フロントグリル、クロームアンダーガードなどを採用。インテリアはトリムパネルを拡大し、メーターパネル中央部にカラーディスプレイを採用。また、従来のフロアシフトに代え、ステアリングコラム右側に配した電子セレクターレバーとステアリングに組み込まれたパドルシフトにより指先だけでギア切り替えができる「DIRECT SELECT（ダイレクトセレクト）」を採用し、操作性を向上。エンジンは3.5L V6直噴エンジンを新たに導入し動力性能を高めるとともに、高効率7速AT「7G-TRONIC PLUS」やECOスタートストップ機能（アイドリングストップ機能）の採用により、燃費も向上。アテンションアシストやアダプティブハイビームアシストなどの先進の安全装備や最新型「COMANDシステム」を装備する。また、パッケージオプションとして「AMGスポーツパッケージ」や「AMGエクスクルーシブパッケージ」が設定された。
2013年7月31日 - 特別仕様車「GLK 350 4MATIC Edition SCHWARZ」を発売（100台限定販売）。ボディカラーにオブシディアンブラック、専用20インチAMG5ツインスポークアルミホイールにハイグロスブラックペイントをそれぞれ採用し、内装もブラックアッシュウッドトリムが映える漆黒のレザーARTICO/DINIMACAを採用するなど、ドイツ語で黒を意味する「SCHWARZ（シュヴァルツ）」の名にふさわしく、内外装をブラックで統一した。さらに、装備内容も充実しており、通常はオプション設定となっているAMGスポーツパッケージ、ラバースタッド付ステンレス製ランニングボード、前席メモリーパワーシートやイージーエントリー（ステアリング）などで構成される「メモリーパッケージ」を標準装備したほか、GLKクラスでは初となる5つのミリ波レーダーセンサーと1つのカメラを用いて前方や左右後方の車両との衝突の危険を低減し安全運転をサポートする「レーダーセーフティーパッケージ」も標準装備した。

### 2015年12月時点での現行グレード
- GLK 350 4MATIC BlueEFFICIENCY

### 日本未導入グレード
- GLK220 CDI
- GLK220 CDI 4MATIC
- GLK250 CDI 4MATIC
- GLK350 CDI 4MATIC
- GLK350 4MATIC

## ジム・ロジャーズのGLK
投資家のジム・ロジャーズは自身の冒険旅行用にGクラスとSLKクラスを合体させた改造車を作り、GLKと呼んでいた。ただし、メルセデス・ベンツが改造をしたものではなく、メルセデス・ベンツのGLKとはまったく関係がない。